# 巴氏合金
巴氏合金（Babbitt metal）是具有减摩特性的锡基和铅基轴承合金。由美国人巴比特发明而得名。因其呈白色，又称白合金。主要合金成分是锡、铅、锑、铜，用以提高合金强度和硬度。巴氏合金的组织特点是，在软相基体上均匀分布着硬相质点，软相基体使合金具有非常好的嵌藏性、顺应性和抗咬合性，并在磨合后，软基体内凹，硬质点外凸，使滑动面之间形成微小间隙，成为贮油空间和润滑油通道，利于减摩；上凸的硬质点起支承作用，有利于承载。巴氏合金除制造滑动轴承外，因其质地软、强度低，常将其丝或粉喷涂在钢等基体上制成轴瓦使用。巴氏合金分锡基（见锡合金）和铅基合金两种。后者含锑10％～20％，锡5 ％～15％，为防止成分偏析和细化晶粒，还常加入少量的砷。铅基合金的强度和硬度比锡基合金低，耐蚀性也差。